# Tabula Bantina
La Tabula Bantina è il più importante reperto della lingua degli Osci, popolazione indo-europea dell'Italia antica, stanziata in Campania e Lucania verso l'VIII secolo a.C. 
La Tabula fu trovata nel 1790 sul monte Montrone, nel territorio di Oppido Lucano, tra i resti di un'antica tomba. È costituita da una lastra di bronzo divisa in tre pezzi principali ed alcuni frammenti. Datata forse tra il 150 a.C. e il 100 a.C., riporta incisioni su entrambe le facciate. 
Da una parte vi è lo Statuto Bantino, una legge municipale dell'antica città di Bantia (l'attuale Banzi), del cui municipio faceva parte anche Oppido. È in lingua osca scritta con caratteri latini. Sull'altra facciata è inciso un plebiscito, una legge di Roma, in lingua latina. Alcuni frammenti sono conservati nei musei archeologici di Napoli e Venosa.
Dinu Adameșteanu riteneva che il testo osco, almeno per il frammento conservato in Lucania, fosse in realtà la traduzione di un testo originale in lingua latina, redatta da qualcuno che non padroneggiava perfettamente la lingua osca.
Secondo Edward Togo Salmon, invece, l'osco della Tabula Bantina risulterebbe alterato da un influsso messapico attribuibile al sostrato linguistico pre-osco.